# Guaiúba (kommun)
Guaiúba är en kommun i Brasilien.   Den ligger i delstaten Ceará, i den östra delen av landet, 1 600 km nordost om huvudstaden Brasília. Antalet invånare är 24 091.
Följande samhällen finns i Guaiúba:
- Guaiúba

Omgivningarna runt Guaiúba är huvudsakligen savann. Runt Guaiúba är det ganska tätbefolkat, med 58 invånare per kvadratkilometer.